# Rio Authion
O rio Authion é um rio francês, afluente do rio Loire.
Da nascente até a foz, o rio Authion faz um percurso total de 66 km, atravessando os seguintes departamentos e comunas:
- Indre-et-Loire : Hommes, Rillé, Gizeux, Benais, Bourgueil, Saint-Nicolas-de-Bourgueil
- Maine-et-Loire : Brain-sur-Allonnes, Allonnes,Vivy,Les Rosiers-sur-Loire, Mazé, Corné,Brain-sur-l'Authion, Trélazé, Les Ponts-de-Cé